# Henrique II, Conde de Champanhe
Henrique II (29 de julho de 1166 – 10 de setembro de 1197), cognominado o Jovem (em francês: Henri le Jeune), foi conde de Champanhe e de Brie, a partir de 1181, e rei de Jerusalém, de 1192 até sua morte.
Foi o primogênito do conde Henrique I de Champanhe e de Maria da França, filha do rei Luís VII e de Leonor, duquesa da Aquitânia. Quando sucedeu seu pai, tinha quinze anos de idade. Assim, sua mãe assumiu a regência, até 1187.
Em 1190, Henrique partiu para o Oriente, depois de ter feito seus barões jurarem reconhecer seu irmão Teobaldo como seu sucessor caso ele não retornasse. Ele se juntou à Terceira Cruzada, chegando na frente de seus tios, os reis Filipe II da França e Ricardo I da Inglaterra. No início, ele foi um líder do contingente francês no cerco de Acre antes da chegada do rei. Diz-se que ele foi um membro do grupo envolvido na abdução de Isabel d'Anjou, rainha de Jerusalém, para persuadi-la a se divorciar de Onofre IV de Toron para se casar com Conrado de Monferrato. Henrique era parente do marquês italiano através de ambos seus avós maternos. Segundo Baha al-Din, ele foi ferido em Acre, em 15 de novembro de 1190.
Posteriormente na campanha, Henrique passou para o lado de Ricardo. Em abril de 1192, o rei inglês enviou Henrique como seu representante de Acre a Tiro, para informar Conrado de Monferrato de sua eleição como rei de Jerusalém. Henrique então retornou a Acre. Alguns dias depois, Conrado foi assassinado por dois Hashshashin. Henrique voltou a Tiro dois dias depois, ostensivamente para ajudar a organizar a coroação de Conrado, mas, ao invés disso, descobriu que um funeral estava sendo preparado. Ele foi então imediatamente prometido à recém-viúva - e gestante - rainha Isabel. Eles casaram com apenas oito dias depois da morte de Conrado.
O matrimônio foi considerado como romântico por alguns cronistas: que Isabel se impressionara tanto com o físico de Henrique (vinte anos mais novo que Conrado) que ela foi quem o pediu em casamento. Uma vez que já se sabia que ela estava grávida de Conrado (Maria de Montferrat), o casamento foi considerado escandaloso por alguns, embora fosse politicamente vital para ela casar-se de novo para defender seu reino. Todavia, esperava-se uma consulta com a Alta Corte.
Henrique pediu permissão a seu tio Ricardo, que lha deu prontamente. Entretanto, uma vez que Ricardo era suspeito do assassinato de Conrado, este fato levanta várias questões a respeito deste episódio. De fato, Henrique procurou se aliar aos Hashshashin, e foi convidado a visitar a fortaleza deles, Al-Kahf. Para demonstrar sua autoridade, o grão-mestre da ordem acenou para dois adeptos, os quais se atiraram imediatamente dos muros para morrerem. Os Hashshashin então se ofereceram para cometer um assassinato para Henrique, como uma homenagem a seu convidado. Henrique hesitou, concluiu o acordo, e partiu.
Henrique morreu ao cair de uma janela do primeiro andar de seu paço em Acre. Existem relatos variados em manuscritos diferentes da Crônica de Ernoul, de Guilherme de Tiro. A maioria sugere que uma grade de janela ou sacada se soltou enquanto ele se escorava sobre ela. Um servo, possivelmente um anão chamado Scarlett, também caiu, tentando salvá-lo ao segurá-lo pela manga, mas seu peso não era suficiente para puxar o rei (que era alto e forte) de volta. Outra versão sugere que Henrique assistia a uma parada de sua janela quando um partido de emissários de Pisa entraram na sala. Virando-se para cumprimentá-los, pisou atrás e se desequilibrou. Sejam quais forem as circunstâncias exatas, Henrique não sobreviveu; o criado, que sofreu uma fratura no fêmur, deu o alarme, mas depois morreu de seu ferimento. Alguns relatos sugerem que Henrique poderia ter sobrevivido se seu criado não tivesse caído sobre ele.
A rainha-viúva casou-se novamente. Seu quarto (e último) esposo foi Emérico, rei do Chipre. A herdeira geral de Henrique foi sua filha mais velha, Alice, que logo casou com seu irmão postiço, Hugo de Lusignan, cujos herdeiros representam a linhagem principal dos condes de Champanhe. Henrique deixou vários problemas para seu condado. Ele tinha pedido muito dinheiro emprestado para financiar sua expedição a Jerusalém, e para seu casamento; e a sucessão do condado seria posteriormente contestada por suas filhas. Em 1213, aliados de seu sobrinho Teobaldo IV de Champanhe alegaram ao legado papal que a anulação do casamento de Isabel com Onofre IV de Toron (que ainda vivia quando ela se casou com Henrique) foi inválida, e logo as filhas eram ilegítimas. Isto, todavia, é questionável: a legitimidade da filha de Isabel e Conrado, Maria, e o direito dos descendentes dela ao trono de Jerusalém nunca foi desafiado, e se Maria era legítima, também eram as filhas de Isabel e Henrique. Teobaldo, enfim, teve que comprar tanto Alice quanto Filipa, a outra filha, a uma quantia considerável.

## Casamento e descendência
Antes de se casar com Isabel I de Jerusalém, Henrique foi prometido a duas filhas do conde Balduíno V de Hainaut: Isabel (que veio a se casar com Filipe II da França) e, a partir de 1187, Iolanda (que veio a ser consorte do imperador Pedro I de Constantinopla). O contrato, todavia, foi quebrado, em 1187, quando Henrique ficou noivo de Ermesinda de Namur, filha do conde Henrique IV de Luxemburgo, que arranjou o noivado para garantir o direito de sucessão de sua filha na disputa com Balduíno V de Hainaut, mas os arranjos foram interrompidos em 1190, com a decisão imperial a favor do conde Balduíno.
Henrique e Isabel se casaram em 5 de maio de 1192 e tiveram três filhas:
- Maria (†c.1205), prometida em casamento a Guido de Lusignan, filho mais velho de Emérico do Chipre; ambos faleceram antes de atingirem a idade de casar;
- Alice (c.1195-1246), casada com (1) Hugo I do Chipre, (2) Boemundo V de Antioquia e com (3) Raul de Soissons, senhor de Coeuvres;
- Filipa (c.1197-1250), casada com Erardo I de Brienne, senhor de Ramerupt e Vénizy.